# 奥万多镇
奥万多镇，是西班牙埃斯特雷马杜拉巴达霍斯省的一个市镇。总面积24平方公里，总人口2062人（2001年），人口密度86人/平方公里。